# Abassia Rahmani
Abassia Rahmani (Zurigo, 2 luglio 1992) è un'atleta paralimpica svizzera di origini algerine specializzata nelle corse di velocità e appartenente alla classe T62 in quanto amputata a entrambe le gambe, sotto il ginocchio, in seguito a una meningite avuta all'età di 16 anni.

## Biografia
Nel 2016 prende parte ai campionati europei paralimpici di Grosseto, dove conquista la medaglia d'argento nei 100 metri piani T44. Lo stesso anno partecipa ai Giochi paralimpici di Rio de Janeiro, piazzandosi quarta nei 200 metri piani T44, ma non riuscendo a superare le batterie di qualificazione dei 100 metri piani T44.
Ai campionati mondiali paralimpici di Londra 2017 gareggia nei 100, 200 e 400 metri piani T44: sui 200 metri si classifica sesta, mentre nelle altre due gare non riesce ad approdare in finale. L'anno successivo si laurea campionessa europea ai campionati continentali di Berlino nella gara dei 200 metri piani T62, classe da poco introdotta dalla World Para Athletics per separare gli atleti con compromissioni agli arti inferiori (con forza muscolare ridotta o ridotta mobilità delle gambe) e quelli che hanno subito amputazioni.
Nel 2021 partecipa ai campionati europei paralimpici di Bydgoszcz classificandosi sesta nei 100 metri piani T64, stesso risultato che otterrà poi anche ai campionati mondiali paralimpici di Kobe 2024.

## Palmarès
| Anno | Manifestazione       | Sede           | Evento          | Risultato | Prestazione | Note |
| ---- | -------------------- | -------------- | --------------- | --------- | ----------- | ---- |
| 2016 | Europei paralimpici  | Grosseto       | 100 m piani T44 | Bronzo    | 14"78       |      |
| 2016 | Giochi paralimpici   | Rio de Janeiro | 100 m piani T44 | Batterie  | 13"71       |      |
| 2016 | Giochi paralimpici   | Rio de Janeiro | 200 m piani T44 | 4ª        | 27"84       |      |
| 2017 | Mondiali paralimpici | Londra         | 100 m piani T44 | Batterie  |             |      |
| 2017 | Mondiali paralimpici | Londra         | 200 m piani T44 | 6ª        | 28"18       |      |
| 2017 | Mondiali paralimpici | Londra         | 400 m piani T44 | Batterie  |             |      |
| 2018 | Europei paralimpici  | Berlino        | 200 m piani T62 | Oro       | 29"32       |      |
| 2021 | Europei paralimpici  | Bydgoszcz      | 100 m piani T64 | 6ª        | 13"79       |      |
| 2024 | Mondiali paralimpici | Kōbe           | 100 m piani T64 | 6ª        | 13"73       |      |